# Hatem Ben Arfa
Hatem Ben Arfa (tiếng Ả Rập: حاتم بن عرفة) (sinh 7 tháng 3 năm 1987 tại Clamart (Hauts-de-Seine) là cầu thủ bóng đá người Pháp gốc Tunisia

## Sự nghiệp câu lạc bộ

### Olympique Lyonnais
Anh trưởng thành từ trung tâm đào tạo trẻ của đội bóng Olympique Lyonnais, bắt đầu chơi ở đội hình chính thức của Lyon tại giải bóng đá hàng đầu nước Pháp Ligue 1 từ mùa 2004/2005 trong trận gặp OGC Nice. Mùa 2006/2007 anh ghi bàn thắng đầu tiên cho Lyon trong sự nghiệp ở trận gặp CS Sedan và đây cũng là bàn thắng duy nhất của trận đấu.
Khi mới chơi trong đội hình chính của Lyon anh thường đá ở vị trí trung phong, nhưng sau này anh thường chơi ở cánh trái dưới thời huấn luyện viên Alain Perrin.

### Olympique Marseille
Ngày 28 tháng 6 năm 2008, đội Olympique Lyonnais (OL) tuyên bố chấm dứt thương thảo về việc chuyển nhượng Ben Arfa sang đội Olympique Marseille (OM). Nhưng anh cho báo La Provence biết là mình đã ký hợp đồng với OM và sẽ không ở lại OL vì bất kì lý do nào, đồng thời muốn được tập luyện cùng đội bóng mới OM từ 30 tháng 8 năm 2008. Tờ La Provence sau đó đưa tin Ben Arfa không tập luyện cùng OL ngày hôm đó, như vậy thông tin anh cung cấp được xác nhận. Anh chính thức chuyển sang OM vào ngày 1 tháng 7 năm 2008 với giá chuyển nhượng 9,5 triệu £ Bảng sau cuộc họp giữa hai đội bóng với LFP, kết thúc những rắc rối xung quanh vụ chuyển nhượng này. Ben Arfa chơi trận đầu tiên và ghi một bàn cho OM trong trận mở màn Ligue 1 mùa 2008-2009 gặp đội Rennes, tỉ số chung cuộc là 4-4.
Anh khởi đầu mùa bóng 2008-2009 tại OM rất thành công, ghi sáu bàn cho đội. Nhưng kể từ khi anh từ chối vào sân thay người trong trận OM thua PSG 2-4 tại vòng mười, anh ít được huấn luyện viên Eric Gerets tin dùng và phong độ bắt đầu giảm sút. Từ tháng 2 năm 2009, anh dần lấy lại phong độ, xuất hiện thường xuyên hơn trong đội hình OM và ghi một bàn thắng đẹp trong trận Twente-OM tại vòng 32 UEFA Cup mùa này.

## Sự nghiệp đội tuyển
Anh ghi 16 bàn trong 22 trận chơi cho đội tuyển U-17 Pháp side, sau đó đoạt chức vô địch Giải vô địch bóng đá U-17 châu Âu 2004 vào tháng 5 năm 2004 cùng các đồng đội như Jérémy Menez, Karim Benzema, Samir Nasri.
Ben Arfa được chọn vào đội tuyển Tunisia tham dự vòng chung kết giải vô địch thế giới 2006 tại Đức nhưng anh từ chối với mong muốn được khoác áo đội tuyển Pháp trong tương lai.
Ngày 10 tháng 10 năm 2007, huấn luyện viên Raymond Domenech lần đầu gọi anh vào đội tuyển Pháp chuẩn bị cho hai trận gặp Quần đảo Faroe và Lithuania tại vòng loại Euro 2008 thay cho Louis Saha bị chấn thương. Anh chơi trận đầu tiên và ghi một bàn thắng cho đội tuyển Pháp trong trận thắng Quần đảo Faroe 6-0 ngày 13 tháng 10 năm 2007, khi anh vào sân thay Franck Ribéry ở phút 64.

## Thống kê sự nghiệp

### Câu lạc bộ
Tính đến 1 tháng 5 năm 2016.
| Câu lạc bộ              | Mùa giải            | Giải đấu      | Giải đấu     | Cúp quốc gia  | Cúp quốc gia | Châu Âu       | Châu Âu      | Tổng cộng     | Tổng cộng    |
| Câu lạc bộ              | Mùa giải            | Số lần ra sân | Số bàn thắng | Số lần ra sân | Số bàn thắng | Số lần ra sân | Số bàn thắng | Số lần ra sân | Số bàn thắng |
| ----------------------- | ------------------- | ------------- | ------------ | ------------- | ------------ | ------------- | ------------ | ------------- | ------------ |
| Lyon                    | 2004–05             | 9             | 0            | 1             | 1            | 4             | 0            | 14            | 1            |
| Lyon                    | 2005–06             | 12            | 0            | 1             | 1            | 1             | 0            | 14            | 1            |
| Lyon                    | 2006–07             | 13            | 1            | 2             | 0            | 1             | 0            | 16            | 1            |
| Lyon                    | 2007–08             | 30            | 6            | 5             | 0            | 8             | 2            | 43            | 8            |
| Lyon                    | Tổng cộng           | 64            | 7            | 9             | 2            | 14            | 2            | 87            | 11           |
| Marseille               | 2008–09             | 33            | 6            | 2             | 0            | 13            | 2            | 48            | 8            |
| Marseille               | 2009–10             | 29            | 3            | 5             | 1            | 7             | 3            | 41            | 7            |
| Marseille               | 2010–11             | 1             | 0            | 1             | 0            | 0             | 0            | 2             | 0            |
| Marseille               | Tổng cộng           | 63            | 9            | 8             | 1            | 20            | 5            | 91            | 15           |
| Newcastle United (mượn) | 2010–11             | 4             | 1            | 0             | 0            | —             | —            | 4             | 1            |
| Newcastle United        | 2011–12             | 26            | 5            | 4             | 1            | —             | —            | 30            | 6            |
| Newcastle United        | 2012–13             | 19            | 4            | 0             | 0            | 3             | 0            | 22            | 4            |
| Newcastle United        | 2013–14             | 27            | 3            | 3             | 0            | —             | —            | 30            | 3            |
| Newcastle United        | Tổng cộng           | 76            | 13           | 7             | 1            | 3             | 0            | 86            | 14           |
| Hull City (mượn)        | 2014–15             | 8             | 0            | 1             | 0            | —             | —            | 9             | 0            |
| Nice                    | 2015–16             | 32            | 17           | 3             | 1            | –             | –            | 35            | 18           |
| Tổng cộng sự nghiệp     | Tổng cộng sự nghiệp | 246           | 46           | 28            | 5            | 37            | 7            | 308           | 58           |

### Đội tuyển quốc gia
Tính đến 19 tháng 5 năm 2012.
| Đội tuyển quốc gia | Mùa giải  | Số lần ra sân | Số bàn thắng |
| ------------------ | --------- | ------------- | ------------ |
| Pháp               | 2007–08   | 6             | 1            |
| Pháp               | 2008–09   | 1             | 0            |
| Pháp               | 2009–10   | 0             | 0            |
| Pháp               | 2010–11   | 1             | 1            |
| Pháp               | 2011–12   | 5             | 0            |
| Pháp               | 2012–13   | 0             | 0            |
| Tổng cộng          | Tổng cộng | 13            | 2            |

#### Bàn thắng quốc tế
| # | Ngày                 | Địa điểm                             | Đối thủ        | Bàn thắng | Kết quả | Giải đấu            |
| - | -------------------- | ------------------------------------ | -------------- | --------- | ------- | ------------------- |
| 1 | 13 tháng 10 năm 2007 | Tórsvøllur, Tórshavn, Quần đảo Faroe | Quần đảo Faroe | 0–6       | 0–6     | Vòng loại Euro 2008 |
| 2 | 11 tháng 8 năm 2010  | Sân vận động Ullevaal, Oslo, Na Uy   | Na Uy          | 0–1       | 2–1     | Giao hữu            |

## Các danh hiệu
- Ligue 1
  - Vô địch: 2004/05, 2005/06, 2006/07, 2007/08 với Olympique Lyonnais.
- Cúp bóng đá Pháp
  - Vô địch: 2008
- Trophée des Champions
  - Vô địch: 2007
- Peace Cup
  - Vô địch: 2007
- Vô địch Giải vô địch U-17 châu Âu 2004